# Sewor
Sewor is een bestuurslaag in het regentschap Lamongan van de provincie Oost-Java, Indonesië. Sewor telt 1994 inwoners (volkstelling 2010).